# NFL sezona 1950.
NFL sezona 1950. je 31. po redu sezona nacionalne lige američkog nogometa. 
Sezona je počela 16. rujna 1950. Utakmica za naslov prvaka NFL lige odigrana je 24. prosinca 1950. u Clevelandu u Ohiju na Cleveland Municiapal Stadiumu. U njoj su se sastali pobjednici Američke konferencije Cleveland Brownsi i pobjednici Nacionalne konferencije Los Angeles Ramsi. Pobijedili su Brownsi rezultatom 30:28 i osvojili svoj prvi naslov prvaka NFL-a.
Sezona 1950. bila je prva nakon ujedinjenja NFL i AAFC lige. U novu, proširenu NFL ligu ušla su tri dotadašnja člana AAFC lige: Baltimore Coltsi, Cleveland Brownsi i San Francisco 49ersi. Tako je liga proširena na 13 momčadi, a momčadi su umjesto u dvije divizije (istočna i zapadna) podijeljene u dvije konferencije, Američku i Nacionalnu.
Također, prije početka sezone momčad New York Bulldogsa mijenja ime u New York Yanks. 

## Poredak po divizijama na kraju regularnog dijela sezone
| Američka konferencija |     |     |     |      |     |     |
| Momčad                | Pob | Por | Ner | %    | P+  | P-  |
| Cleveland Browns*     | 10  | 2   | 0   | 83,3 | 310 | 144 |
| New York Giants       | 10  | 2   | 0   | 83,3 | 268 | 150 |
| Philadelphia Eagles   | 6   | 6   | 0   | 83,0 | 254 | 141 |
| Pittsburgh Steelers   | 6   | 6   | 0   | 50,0 | 180 | 195 |
| Chicago Cardinals     | 5   | 7   | 0   | 41,7 | 233 | 287 |
| Washington Redskins   | 3   | 9   | 0   | 25,0 | 232 | 326 |

| Nacionalna konferencija |     |     |     |      |     |     |
| Momčad                  | Pob | Por | Ner | %    | P+  | P-  |
| Los Angeles Rams*       | 9   | 3   | 0   | 75,0 | 466 | 309 |
| Chicago Bears           | 9   | 3   | 0   | 75,0 | 279 | 207 |
| New York Yanks          | 7   | 5   | 0   | 58,3 | 366 | 367 |
| Detroit Lions           | 6   | 6   | 0   | 50,0 | 321 | 285 |
| Green Bay Packers       | 3   | 9   | 0   | 25,0 | 244 | 406 |
| San Francisco 49ers     | 3   | 9   | 0   | 25,0 | 213 | 300 |
| Baltimore Colts         | 1   | 11  | 0   | 8,3  | 213 | 462 |

Napomena: * - pobjednici konferencije, % - postotak pobjeda, P± - postignuti/primljeni poeni

## Doigravanje

### Doigravanje za pobjednika Američke konferencije
- 17. prosinca 1950. Cleveland Browns - New York Giants 8:3

### Doigravanje za pobjednika Nacionalne konferencije
- 17. prosinca 1950. Los Angeles Rams - Chicago Bears 24:20

### Prvenstvena utakmica NFL-a
- 24. prosinca 1950. Cleveland Browns - Los Angeles Rams 30:28

## Statistika

### Statistika po igračima

#### U napadu
- Najviše jarda dodavanja: Bobby Layne, Detroit Lions - 2323
- Najviše jarda probijanja: Marion Motley, Cleveland Browns - 810
- Najviše uhvaćenih jarda dodavanja: Tom Fears, Los Angeles Rams - 1116

#### U obrani
- Najviše presječenih lopti: Spec Sanders, New York Yanks - 13

### Statistika po momčadima

#### U napadu
- Najviše postignutih poena: Los Angeles Rams - 466 (38,8 po utakmici)
- Najviše ukupno osvojenih jarda: Los Angeles Rams - 436,7 po utakmici
- Najviše jarda osvojenih dodavanjem: Los Angeles Rams - 294,1 po utakmici
- Najviše jarda osvojenih probijanjem: New York Giants - 194,7 po utakmici

#### U obrani
- Najmanje primljenih poena: Philadelphia Eagles - 141 (11,8 po utakmici)
- Najmanje ukupno izgubljenih jarda: Cleveland Browns - 246,9 po utakmici
- Najmanje jarda izgubljenih dodavanjem: Cleveland Browns - 115,8 po utakmici
- Najmanje jarda izgubljenih probijanjem: Detroit Lions - 113,9 po utakmici

## Vanjske poveznice
- Pro-Football-Reference.com, statistika sezone 1950. u NFL-u
- NFL.com, sezona 1950.